# Christel Jansen
Christel Jansen (Haarlem, 1961) studeerde Slavische talen, communicatie- en religiewetenschappen. Ze werkt als journalist/schrijver en schreef eerder jeugdromans, columns en non-fictie. Christel Jansen is gefascineerd door familiegeschiedenissen: hoe werkt familieleed, vaak uit eerdere generaties, door in het leven van een individu. Aan de hand van interviews, archiefonderzoek en authentiek bronmateriaal vertelt zij het complete verhaal.
Mijn moeder wil mijn naam niet weten, haar romandebuut, gaat over een moeder (een bekende celliste) die het bestaan van de drie kinderen uit haar eerste huwelijk ontkent. Christel onderzoekt in het boek hoe de moeder tot zo’n drastische keuze is gekomen en hoe een onveilige jeugd (de kinderen groeien op in pleeggezinnen en tehuizen) doorwerkt in het leven van de kinderen. In het non-fictie boek De Woonschool beschrijft Christel het leven van Suus, die een onveilige jeugd heeft als enig normaal begaafd kind in een gezin van zwakbegaafde ouders, in een woonproject in Haarlem.

Onder de naam Christel van Bourgondië publiceerde ze eerder tal van kinderboeken en jeugdromans. Verder geeft zij cursussen contemplatief / meditatief schrijven.

Christel heeft een man en twee kinderen.